# УНЦ (Екатеринбург)
УНЦ (сокращение от «Уральский научный центр») — жилой район в составе Академического и Ленинского административных районов Екатеринбурга. Крупнейший жилмассив района носит название Красноле́сье.

## Географическое расположение
Жилой район УНЦ расположен в юго-западной части Екатеринбурга. Северная окраина жилого района расположена всего в 7 километрах от центра города, южная — в 9 километрах. С запада район граничит с коттеджным посёлком Европейским и 7-м кварталом активно развивающегося Академического района, с северо-востока — с Юго-Западным, с юга с микрорайоном мехколонна № 17, а с юго-востока — с посёлком Совхозным, с селитебной частью которого район непосредственно соединён.

## История
Район начал формироваться с конца 1970-х годов на месте поселка «Гореловский кордон». К концу 1980-х годов в нём был создан научный комплекс Уральского научного центра АН СССР с первыми многоэтажными жилыми домами. Район активно развивается, особенно жилмассив «Краснолесье». К северу от него в 2012 году было начато строительство 2-го микрорайона (жилой квартал «Балтийский»), который предполагается застроить жилой недвижимостью площадью около 300 000 м² (этажностью от 11 до 25 этажей).

## Население
Население составляет приблизительно 100 000 человек.

## Инфраструктура
- ул. Амундсена, № 101, 106, 110 — корпуса научных институтов УРО РАН.
- ул. Амундсена, 137а — детское дошкольное учреждение № 568.
- ул. Краснолесья, 22 — средняя общеобразовательная школа № 181.
- ул. Предельная, 57 — пивзавод «Патра».
- ул. Амундсена, 139 — отделение почта России.
- ул. Амундсена, 121 — торговый комплекс «Академический» (ранее «Екатерининский привоз»).
- 620016, Свердловская область, г. Екатеринбург, ул. Городская 2б, МБОУ-СОШ 55.
- 620105, Свердловская обл, г. Екатеринбург, ул. Академика Парина 6, МБОУ-СОШ 123.

## Транспорт
Основные транспортные магистрали жилого района — улицы Амундсена, Краснолесья и Предельная. Из района есть три выезда: в сторону «Юго-Западного» жилого района — через улицу Амундсена — в сторону соседнего района «Академического» — через улицу Краснолесья и в сторону Вторчермета через улицу Предельная. C центром города район связывает автобусное и троллейбусное сообщение, а также маршрутные такси. До ближайшей трамвайной ветки запуск которой состоялся 16 февраля 2024 года (мкр. Солнечный) расстояние составляет приблизительно 1,5 километра. 